# Volkswagen Crafter

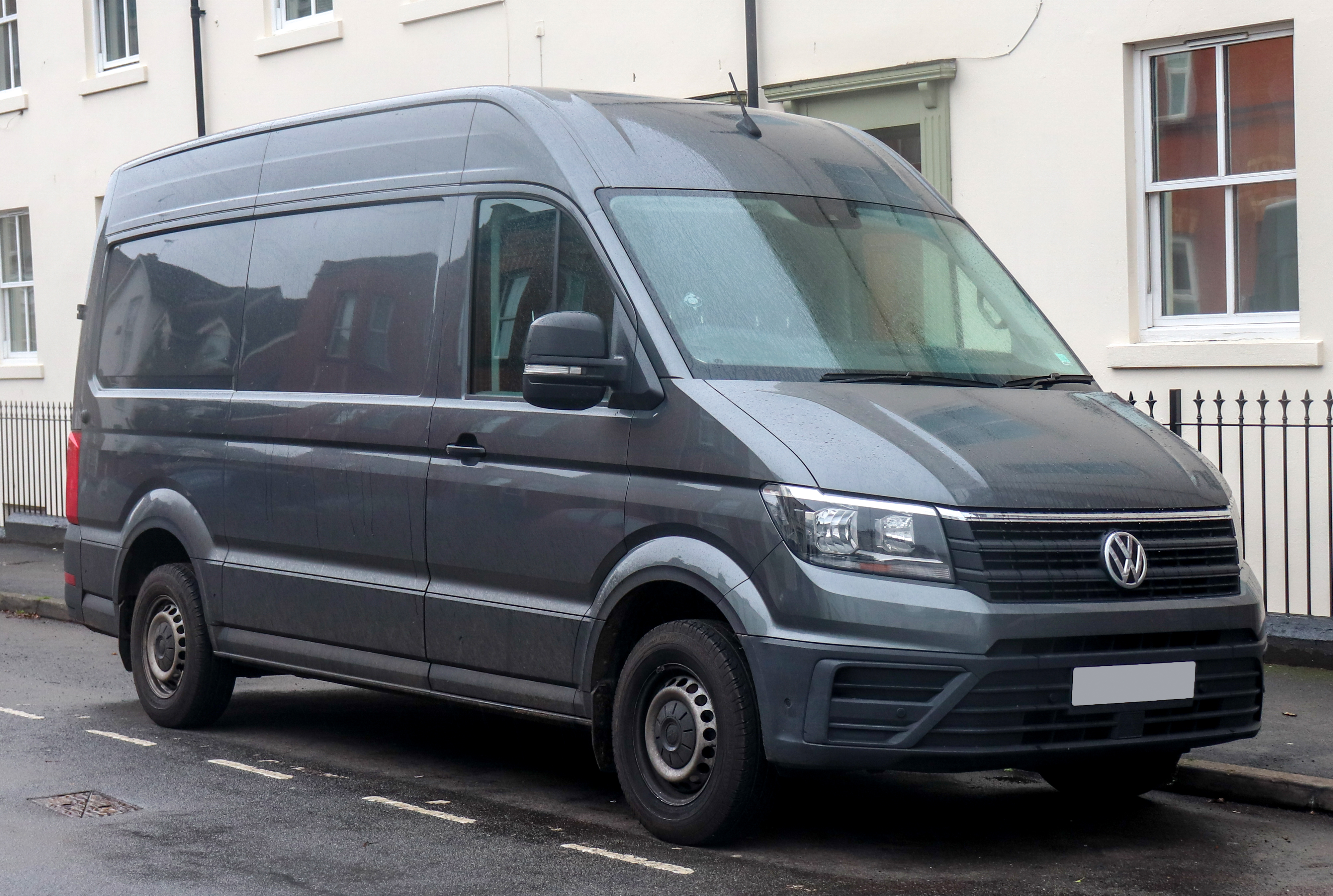
Volkswagen Crafter i skåpversion

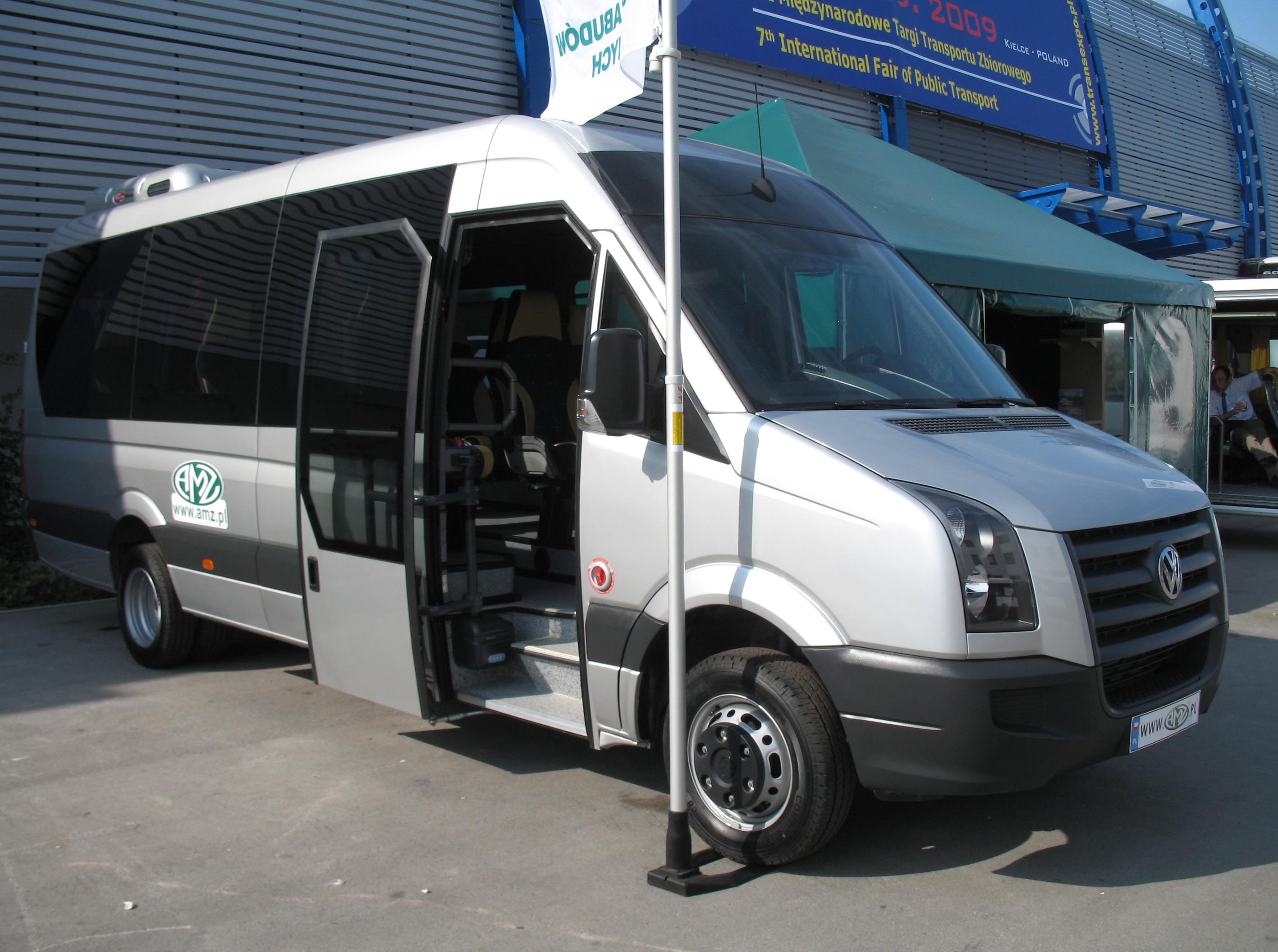
Volkswagen Crafter i bussversion

Volkswagen Crafter är efterföljaren till Volkswagens nyttofordon i LT-familjen. LT 2 och Crafter 1 var systerbil med Mercedes-Benz Sprinter och byggdes i DaimlerChrysler Werken i Düsseldorf och Ludwigsfelde. Crafter lanserades 2006 och modellerna utgörs av kombinationer av fyra olika karosstyper, tre hjulbaslängder, två hyttstorlekar och fyra motoralternativ.
Den andra generationens Crafer (2017-) är inte längre ett samarbete med Mercedes-Benz. Den har däremot en systerbil i MAN TGE. 

## Karosstyper
- Crafter Skåp (skåpbil)
- Crafter Kombi (minibuss, upp till åtta passagerarplatser)
- Crafter Flak (pickup)
- Crafter Chassi (för påbyggnad av tredje part)

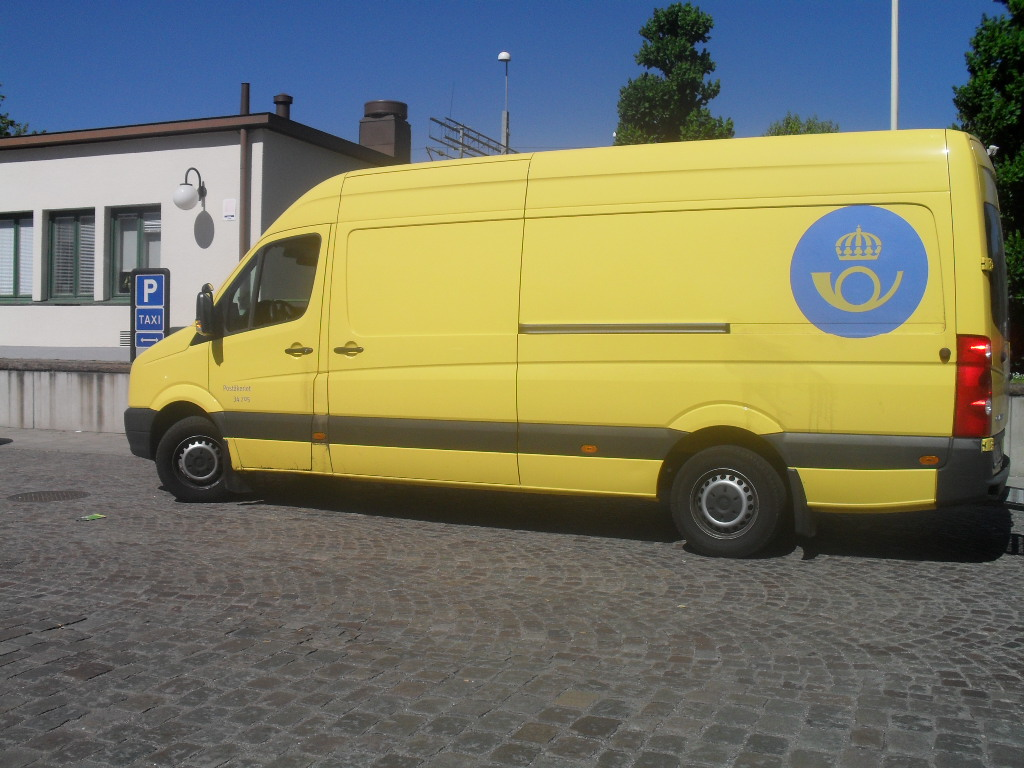
Volkswagen Crafter i Postens färger.

## Hyttstorlekar
- Enkelhytt (förare och två passagerare)
- Dubbelhytt (förare och fem eller sex passagerare)

## Motoralternativ
| Modell  | Årsmodell | Motor                   | Cylindervolym | Effekt | Vridmoment | Bränslesystem |
| ------- | --------- | ----------------------- | ------------- | ------ | ---------- | ------------- |
| 2.5 TDI | 2006-2010 | 5-cyl radmotor SOHC 10V | 2461 cm³      | 88 hk  | 220 Nm     | Turbodiesel   |
| 2.5 TDI | 2006-2010 | 5-cyl radmotor SOHC 10V | 2461 cm³      | 109 hk | 280 Nm     | Turbodiesel   |
| 2.5 TDI | 2006-2010 | 5-cyl radmotor SOHC 10V | 2461 cm³      | 136 hk | 300 Nm     | Turbodiesel   |
| 2.5 TDI | 2006-2010 | 5-cyl radmotor SOHC 10V | 2461 cm³      | 163 hk | 350 Nm     | Turbodiesel   |

- Wikimedia Commons har media som rör Volkswagen Crafter.